# Бруссер, Анна Марковна
Анна Марковна Бруссер (род. 3 марта 1963) — советский театральный педагог, профессор, заслуженный работник высшей школы РФ (2010), заслуженный деятель искусств РФ (2024), почётный работник образования г. Москвы (2004).Заведующая кафедрой сценической речи в Театральном институте им. Бориса Щукина (с 2021 года)

## Биография
Родилась в семье сотрудника ВНИИ железобетона Марка Израилевича Бруссера (1932-2020) и преподавателя МЭИС Валентины Леонидовны Шихматовой (1934-2004). Внучка актёров театра имени Е. Вахтангова Веры Константиновны Львовой и Леонида Моисеевича Шихматова.
В 1984 году окончила Высшее театральное училище имени Б. В. Щукина.
В 1988 году окончила аспирантуру по направлению «Педагог по сценической речи».
С 1988 года по настоящее время  — сотрудник кафедры сценической речи Театрального института имени Б. Щукина (преподаватель, ст. преподаватель, доцент, профессор).
В 2004 году присвоено звание «Почётный работник образования города Москвы».
Участник передач на радиостанциях «Эхо Москвы», «Маяк», «Культура», «Радио России» .
Председатель профессионально-речевой секции Российской общественной академии голоса. Kавалер ордена «За профессионализм» второй степени — серебряная звезда.
Входит в редколлегию журнала «Голос и речь».

### Книги
1. 104 упражнения по дикции и орфоэпии (для самостоятельной работы) / А. М. Бруссер, М. П. Оссовская; изд. «Реглант», 2005. — ISBN 5-98258-020-1 — 112 с. — 1000 экз.
2. Основы дикции (практикум) / А. М. Бруссер, изд. «Реглант», 2005. — ISBN 5-98258-038-4. — 1000 экз.
3. Устная речь в деловом общении : практикум / И. И. Зарецкая, А. М. Бруссер, М. П. Оссовская. — Москва : Дрофа, 2009. — 221 с. — 2000 экз. — ISBN 978-5-358-03058-9. — 100 с.

### Книги: источник информации электронный каталогРНБ
1. Правильная речь — путь к успеху : 104 упражнения для самостоятельной работы : учебное пособие для студентов высших учебных заведений, обучающихся по направлению подготовки «актерское искусство» / А. М. Бруссер, М. П. Оссовская. — Москва : Art House media, 2009. — 142 с. — 650 экз. — ISBN 978-5-902976-38-7.
2. И снова происходит встреча… : сборник статей и воспоминаний о педагогах сценической речи / [Театр. ин-т им. Б. Щукина при Гос. акад. театре им. Е. Вахтангова; ред.-сост. А. М. Бруссер]. — Москва : Граница, 2010. — 169 с. — 200 экз. — ISBN 978-5-9933-0050-4.

### Публикации в журналах (частичный перечень)
Источник информации Научная библиотека Нижнетагильской государственной социально-педагогической академии|Картотека статей|Результаты поиска|:
1. Введение [Текст] / Анна Марковна Бруссер // Я вхожу в мир искусств. — 2008. — N 8 ; Сценическая речь. Методические рекомендации и практические задания для начинающих педагогов. — 2008. — N 8. — С. 4.
2. Педагогическая компетентность [Текст] / Анна Марковна Бруссер; авт. цитат И. И. Зарецкая // Я вхожу в мир искусств. — 2008. — N 8 ; Сценическая речь. Методические рекомендации и практические задания для начинающих педагогов. — 2008. — N 8. — С. 5-37.
3. Методические рекомендации по основным разделам техники речи [Текст] : первый год обучения / Анна Марковна Бруссер; авт. цитат К. С. Станиславский [и др. ] // Я вхожу в мир искусств. — 2008. — N 8 ; Сценическая речь. Методические рекомендации и практические задания для начинающих педагогов. — 2008. — N 8. — С. 38-76.
4. Примерная программа зачетов по сценической речи [Текст] / Анна Марковна Бруссер // Я вхожу в мир искусств. — 2008. — N 8 ; Сценическая речь. Методические рекомендации и практические задания для начинающих педагогов. — 2008. — N 8. — С. 76-77.
5. Практические задания. Раздел «Дикция» [Текст] / Анна Марковна Бруссер // Я вхожу в мир искусств. — 2008. — N 8 ; Сценическая речь. Методические рекомендации и практические задания для начинающих педагогов. — 2008. — N 8. — С. 77—79.
6. Сценическая речь. Учебная программа для студентов актерского факультета [Текст] / Анна Марковна Бруссер // Я вхожу в мир искусств. — 2008. — N 8 ; Сценическая речь. Методические рекомендации и практические задания для начинающих педагогов. — 2008. — N 8. — С. 80—94.
7. Сценическая речь. Учебная программа для магистров [Текст] / Анна Марковна Бруссер // Я вхожу в мир искусств. — 2008. — N 8 ; Сценическая речь. Методические рекомендации и практические задания для начинающих педагогов. — 2008. — N 8. — С. 95-111. — Библиогр.: с. 105—111